# Pennellia lasiocalycina
Pennellia lasiocalycina är en korsblommig växtart som först beskrevs av Otto Eugen Schulz, och fick sitt nu gällande namn av Reed Clark Rollins. Pennellia lasiocalycina ingår i släktet Pennellia och familjen korsblommiga växter. Inga underarter finns listade i Catalogue of Life.